# Marcel Verdonck
Marcel Verdonck (Sint-Niklaas, 30 april 1938 - De Haan, 27 oktober 2017) was een Belgisch politicus voor de CVP.

## Levensloop
Verdonck werd bediende bij het ACW en was de voorzitter van de ACW-afdeling van het arrondissement Sint-Niklaas. Tevens was hij actief als ambtenaar.
Hij werd ook politiek actief en was gemeenteraadslid en van 1983 tot 1988 schepen van Sint-Niklaas. Van 1985 tot 1986 zetelde hij tevens in de Senaat als rechtstreeks gekozen senator voor het kiesarrondissement Dendermonde-Sint-Niklaas. In 1986 nam hij ontslag als senator omdat hij het mandaat niet wilde cumuleren met zijn mandaat van schepen. Van begin december 1985 tot midden januari 1986 had hij als gevolg van het toen bestaande dubbelmandaat ook zitting in de Vlaamse Raad. 